# عنزاوية (منبج)
عنزاوية قرية سوريّة تتبع إداريّاً لمحافظة حلب منطقة منبج ناحية مركز منبج، بلغ تعداد سكانها 1,491 نسمة حسب التعداد السكاني لعام 2004.

## الحدود الجغرافية
يحد قرية العنزاوية من الجنوب قرية بئر خللو، ومن الشمال قرية قبر ايمو وجسر قرة قوزاق، ومن الغرب قرية خرفان، ومن الشرق قرية المغيرات.